# Gare de Braine-le-Comte
Pour les articles homonymes, voir Gare de Braine.
La gare de Braine-le-Comte (en néerlandais : station 's-Gravenbrakel) est une gare ferroviaire belge de la ligne 96, de Bruxelles-Midi à Quévy (frontière), située à proximité du centre de la ville de Braine-le-Comte dans la province de Hainaut en Région wallonne.
Elle est mise en service en 1841 par l'administration des chemins de fer de l'État Belge. C'est une gare de la Société nationale des chemins de fer belges (SNCB), desservie par des trains InterCity (IC), Omnibus (L), Suburbains (S) et d'Heure de pointe (P).

## Situation ferroviaire
Établie à 94 mètres d'altitude, la gare de Braine-le-Comte est située au point kilométrique (PK) 29,358 de la ligne 96, de Bruxelles-Midi à Quévy (frontière), entre les gares ouvertes de Hennuyères et de Soignies. Gare de bifurcation, elle est l'origine de la ligne 117, de Braine-le-Comte à Luttre avant la gare d'Écaussinnes.

## Histoire

### Origines
La station de Braine-le-Comte est mise en service par l'administration des chemins de fer de l'État belge, lorsqu'elle ouvre à l'exploitation la section de Tubize à Soignies le 31 octobre 1841.
Son bâtiment de gare, de style néo-classique, qui existe toujours, est celui qui fut construit en 1841. Elle est désormais la gare la plus ancienne de Belgique, avec celle de Tirlemont construite la même année.

### Nœud ferroviaire de Braine-le-Comte
Elle devient une gare de bifurcation dès le 23 octobre 1843 grâce à l'ouverture par l’État belge de la ligne de Braine-le-Comte à Luttre (actuelle ligne 117) se prolongeant vers Charleroi et Namur.
Le 5 janvier 1867, la Compagnie du chemin de fer de Braine-le-Comte à Gand inaugure la ligne de Braine-le-Comte à Enghien et Grammont se prolongeant vers Gand (actuelle ligne 123). Créé par Ernest Boucqéau pour desservir ses usines sidérurgiques (futures usines Gustave Boël), ce chemin de fer privé fonctionnera dès sa création au moyen des hommes et du matériel des Chemins de fer de l’État belge. La section entre Braine et Enghien est toutefois fermée et démantelée depuis 1988.
La Société du chemin de fer de Braine-le-Comte à Courtrai prévoyait également de construire une ligne partant de Courtrai et aboutissant à Braine-le-Comte en passant par Renaix. Elle parvint seulement à construire la section Courtrai-Renaix (actuelle ligne 83, réalisée en 1869) avant que l’État, qui avait racheté cette concession privée, ne décide que la section finale faisait doublon avec la ligne 123. Elle n'a donc jamais été complétée, l’État se contentant de faire construire la section Renaix - Lessines - Bassily (près d'Enghien) de la future ligne 87.

### XXesiècle

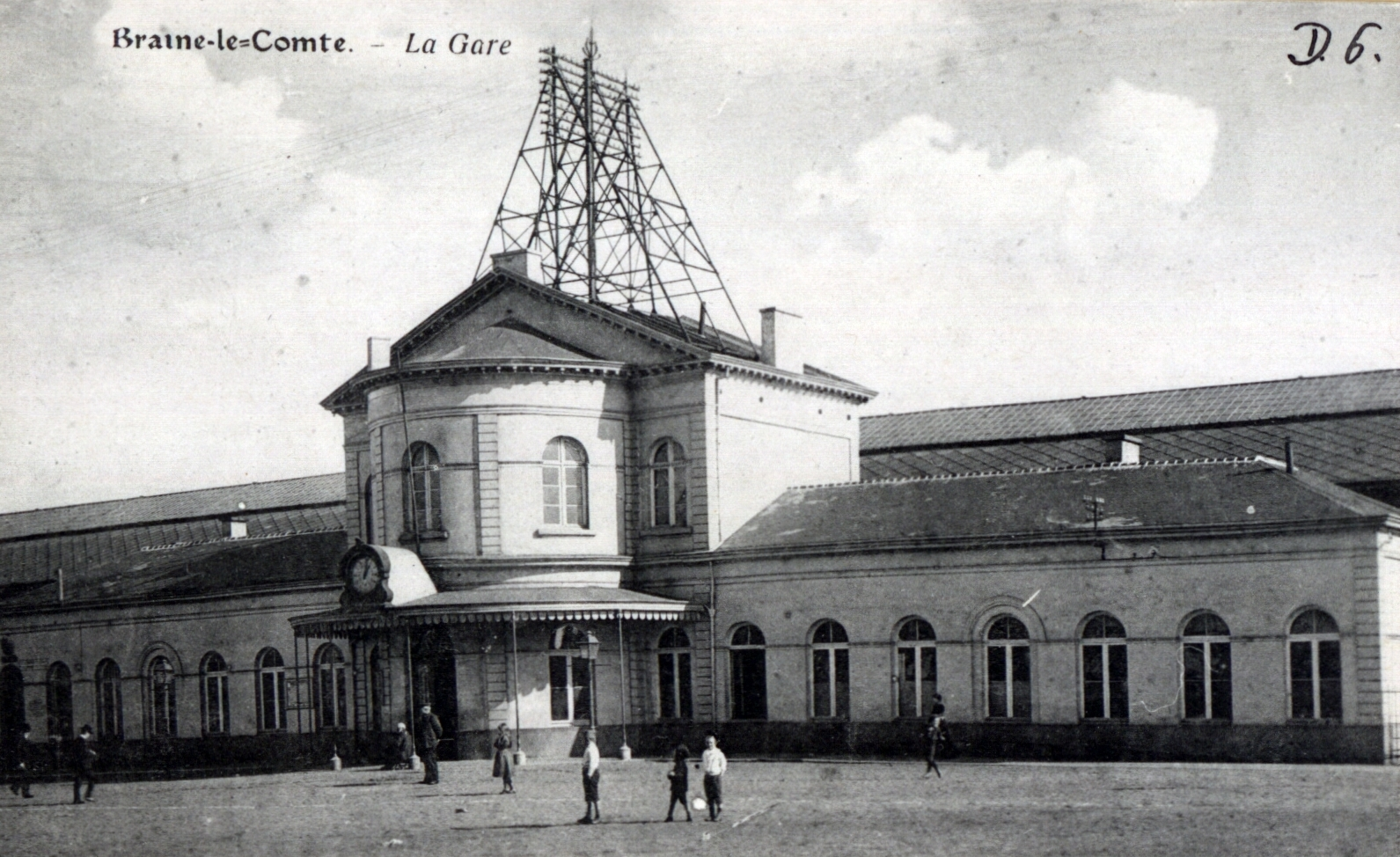
La gare, avant 1917.

Lors de la Première Guerre Mondiale, le samedi 8 décembre 1917, un incendie ravagea la partie centrale du bâtiment de la gare. C'est durant sa reconstruction qu'il trouva sa physionomie actuelle : la rotonde au-dessus de l'entrée fit place à un balcon.
La gare subit à nouveau des dégâts à la suite d'un bombardement survenu le 15 août 1944. Trop endommagée, la monumentale verrière qui couvrait les quatre premiers quais doit être démolie.
La ligne est électrifiée en 1963 et voit défiler les Trans-Europ-Express vers Paris et Amsterdam.
En 1979, les couvertures de quai d'après-guerre sont remplacés par de nouveaux abris de type « parapluie ».
Le bâtiment est classé depuis le 29 avril 1982.

### Rénovation (2018-2022)
En 2017, la SNCB débloque un budget de 63 millions d'euros destiné à une rénovation poussée de la gare et de ses abords, laquelle était devenue vétuste et manquait de places de parking. En parallèle, la ville entreprend la création d'un éco-quartier sur les parcelles avoisinantes.
Le projet prévoit la création d'un nouveau parking de 500 places, du côté opposé des voies, et la rénovation du bâtiment des voyageurs, réalisés en 2020, ainsi que la réfection des quais et du couloir sous voies, à doter d'ascenseurs.
Le 4 juin 2021 vers 14 h 50, un violent orage endommage fortement les auvents de plusieurs quais provoquant l'effondrement de nombreuses bandes métalliques sur les quais et les voies et interrompant l'essentiel du trafic jusqu'en soirée. Ces abris en mauvais état étaient destinés à être reconstruits.

### La remise à locomotives
La gare de Braine-le-Comte était dès ses premières décennies doté d'un dépôt de locomotives avec des installations pour l'eau et le charbon ainsi qu'une remise servant à abriter et entretenir les locomotives à vapeur. Elle prendra de l'importance avec le développement du trafic et des lignes partant de Braine-le-Comte.
Visée par le bombardement de 1944, elle est reconstruite avant d'être finalement abandonnée en 1963 lorsque les locomotives à vapeur de la ligne 96 cèdent le pas à la traction électrique. Ses ruines, en très mauvais état, sont encore visibles en 2020.

## Service des voyageurs

### Accueil
Gare SNCB, elle dispose d'un bâtiment voyageurs, avec guichets, ouvert tous les jours. Des aménagements, équipements et services sont à la disposition des personnes à la mobilité réduite. Elle est équipée d'automates pour l'achat de titres de transport. Un buffet est installé en gare.
Un souterrain permet la traversée des voies et le passage d'un quai à l'autre.

### Desserte
Braine-le-Comte est desservie par des trains InterCity (IC), Omnibus (L), d'Heure de pointe (P) et Suburbains (S) de la SNCB, qui effectuent des missions sur les lignes 96, 108 et 117 (voir brochures SNCB,).

#### Semaine
La gare de Braine-le-Comte est desservie par :
- des trains IC-06A entre Mons et Bruxelles-Aéroport-Zaventem ;
- des trains IC-11 entre Binche et Turnhout ;
- des trains IC-14 entre Quiévrain et Tongres via Bruxelles ;
- des trains S2 entre Braine-le-Comte et Louvain (deux par heure) ;
- des trains L entre La Louvière-Sud et Braine-le-Comte (une paire est prolongée vers Binche) ;
- des trains L entre Mons et Braine-le-Comte ;
- un unique train P de Visé à destination de Braine-le-Comte via Liège et Bruxelles (le matin) ;
- des trains P entre Schaerbeek et Quévy, Saint-Ghislain ou Quiévrain (quatre le matin vers Schaerbeek, quatre l’après-midi dans l’autre sens) ;
- des trains P entre Schaerbeek et Binche (un le matin vers Schaerbeek, retour l’après-midi) ;
- des trains P entre Manage et Braine-le-Comte (trois le matin vers Braine-le-Comte, retour l’après-midi).

#### Les week-ends et jours fériés
La desserte s'établit comme suit :
- des trains IC-06A entre Mons et Bruxelles-Aéroport-Zaventem ;
- des trains IC-11 entre Binche et Schaerbeek ;
- des trains S2 entre Braine-le-Comte et Louvain (deux par heure le samedi et un par heure le dimanche) ;
- un unique train P, le dimanche soir en période scolaire, entre Binche et Louvain-la-Neuve.

Durant les grandes vacances, un train touristique (ICT) effectue le samedi et le dimanche un aller-retour entre Schaerbeek et Cambron-Casteau.

### Intermodalité
Un parc pour les vélos et un parking pour les véhicules y sont aménagés.

## Comptage voyageurs
Ce graphique et tableau montre le nombre de voyageurs embarquant en moyenne durant la semaine, le samedi et le dimanche.
| Nombre de passagers qui embarquent à la gare de Braine-le-Comte | Nombre de passagers qui embarquent à la gare de Braine-le-Comte | Nombre de passagers qui embarquent à la gare de Braine-le-Comte | Nombre de passagers qui embarquent à la gare de Braine-le-Comte |
|                                                                 | Semaine                                                         | Samedi                                                          | Dimanche                                                        |
| --------------------------------------------------------------- | --------------------------------------------------------------- | --------------------------------------------------------------- | --------------------------------------------------------------- |
| 1977                                                            | 5 099                                                           | 1 379                                                           | 1 061                                                           |
| 1978                                                            | 5 763                                                           | 1 358                                                           | 890                                                             |
| 1979                                                            | 5 688                                                           | 1 295                                                           | 926                                                             |
| 1980                                                            | 4 875                                                           | 1 249                                                           | 844                                                             |
| 1981                                                            | 4 819                                                           | 1 247                                                           | 729                                                             |
| 1982                                                            | 4 636                                                           | 1 157                                                           | 791                                                             |
| 1983                                                            | 5 238                                                           | 949                                                             | 647                                                             |
| 1984                                                            | 4 905                                                           | 1 080                                                           | 670                                                             |
| 1985                                                            | 5 792                                                           | 837                                                             | 630                                                             |
| 1986                                                            | 5 216                                                           | 726                                                             | 564                                                             |
| 1987                                                            | 4 227                                                           | 891                                                             | 782                                                             |
| 1988                                                            | 4 985                                                           | 877                                                             | 685                                                             |
| 1989                                                            | 4 117                                                           | 684                                                             | 661                                                             |
| 1990                                                            | 3 585                                                           | 849                                                             | 629                                                             |
| 1991                                                            | 3 573                                                           | 579                                                             | 527                                                             |
| 1992                                                            | 3 362                                                           | 680                                                             | 602                                                             |
| 1993                                                            | 3 456                                                           | 616                                                             | 417                                                             |
| 1994                                                            | 3 797                                                           | 753                                                             | 1 193                                                           |
| 1995                                                            | 3 176                                                           | 940                                                             | 686                                                             |
| 1996                                                            | 3 985                                                           | 1 053                                                           | 1 011                                                           |
| 1997                                                            | 3 760                                                           | 1 286                                                           | 1 198                                                           |
| 1998                                                            | 3 816                                                           | 1 016                                                           | 686                                                             |
| 1999                                                            | 3 431                                                           | 1 404                                                           | 1 377                                                           |
| 2000                                                            | 3 986                                                           | 1 772                                                           | 1 542                                                           |
| 2001                                                            | 3 584                                                           | 1 160                                                           | 926                                                             |
| 2002                                                            | 3 690                                                           | 1 240                                                           | 1 076                                                           |
| 2003                                                            | 3 759                                                           | 1 442                                                           | 1 182                                                           |
| 2004                                                            | 4 574                                                           | 1 494                                                           | 1 165                                                           |
| 2005                                                            | 4 328                                                           | 1 638                                                           | 1 262                                                           |
| 2006                                                            | 4 254                                                           | 1 793                                                           | 1 506                                                           |
| 2007                                                            | 4 555                                                           | 1 144                                                           | 832                                                             |
| 2008                                                            | -                                                               | -                                                               | -                                                               |
| 2009                                                            | 4 653                                                           | 1 032                                                           | 798                                                             |
| 2010                                                            | -                                                               | -                                                               | -                                                               |
| 2011                                                            | -                                                               | -                                                               | -                                                               |
| 2012                                                            | 4 213                                                           | 895                                                             | 691                                                             |
| 2013                                                            | 4 443                                                           | 1 038                                                           | 736                                                             |
| 2014                                                            | 5 004                                                           | 1 006                                                           | 949                                                             |
| 2015                                                            | 4 998                                                           | 1 333                                                           | 1 224                                                           |
| 2016                                                            | 5 349                                                           | 1 278                                                           | 1 077                                                           |
| 2017                                                            | 4 381                                                           | 1 677                                                           | 1 308                                                           |
| 2018                                                            | 4 840                                                           | 3 453                                                           | 2 024                                                           |
| 2019                                                            | 5 298                                                           | 1 375                                                           | 1 093                                                           |
| 2020                                                            | 3 354                                                           | 1 150                                                           | 822                                                             |
| 2021                                                            | -                                                               | -                                                               | -                                                               |
| 2022                                                            | 5 100                                                           | 1 714                                                           | 1 276                                                           |
| 2023                                                            | 5 625                                                           | 2 144                                                           | 1 696                                                           |
| 2024                                                            | 6 080                                                           | 1 678                                                           | 1 536                                                           |

## Galerie de photographies

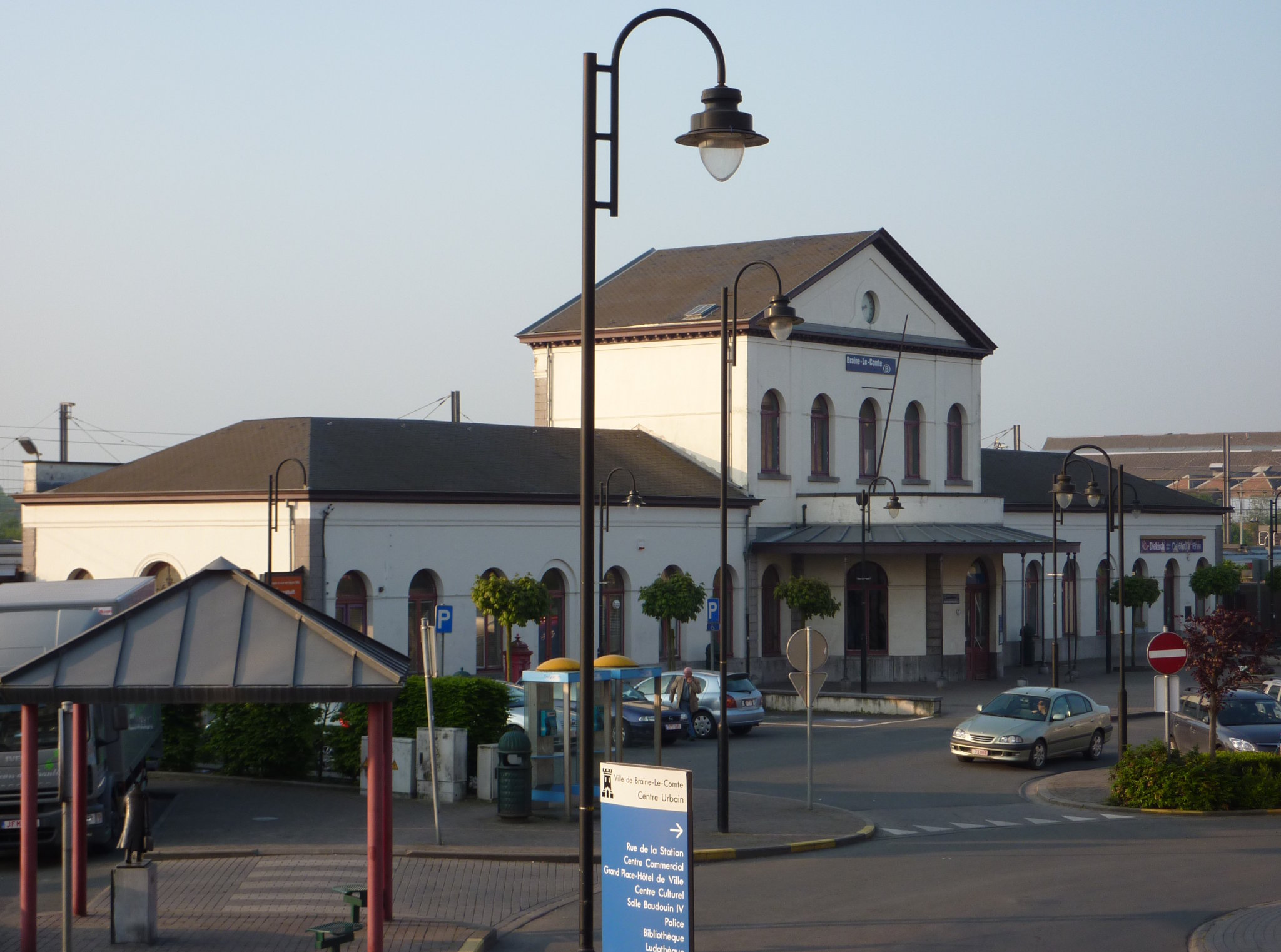
Bâtiment de la gare (2009).
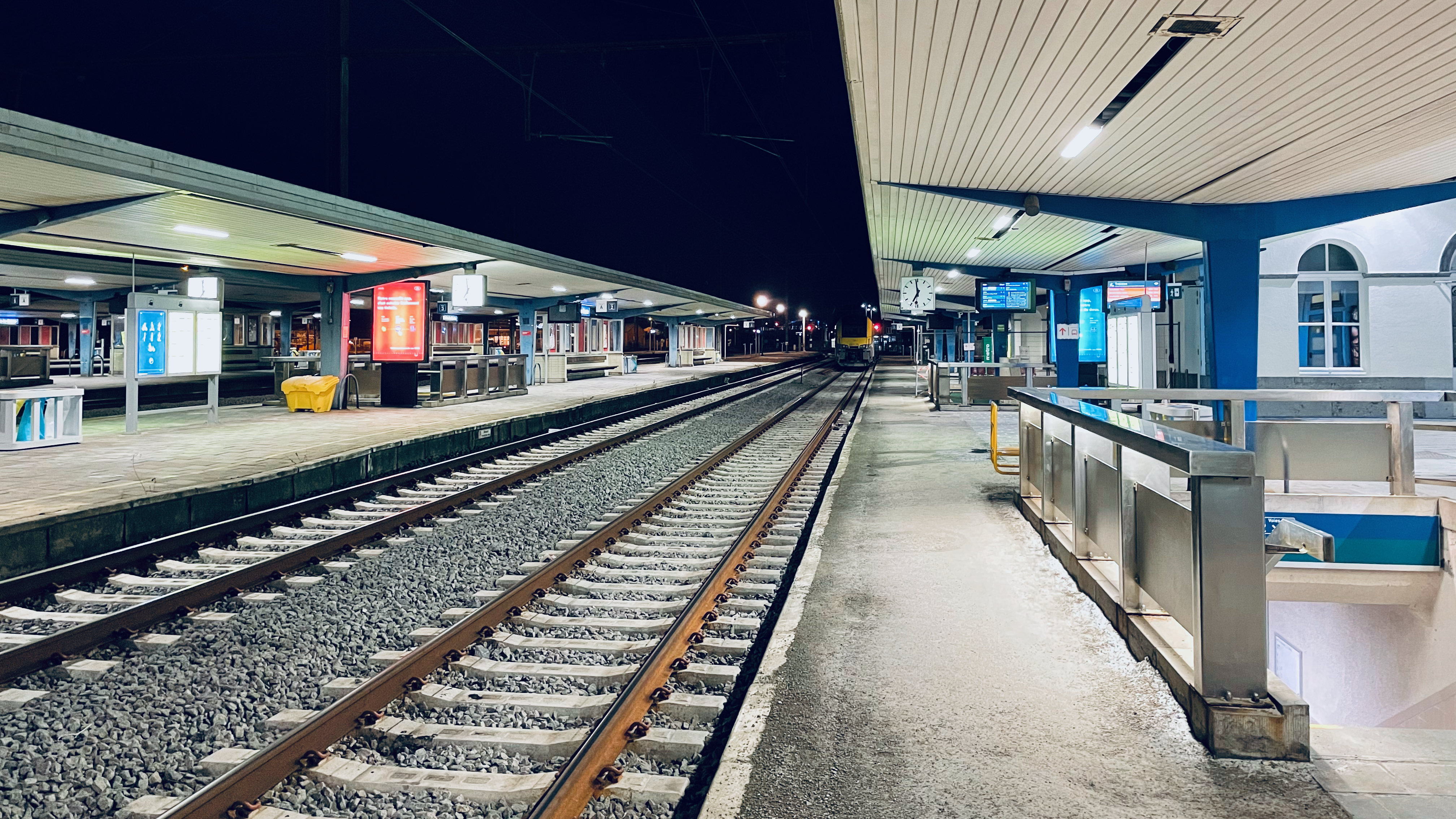
Quais.

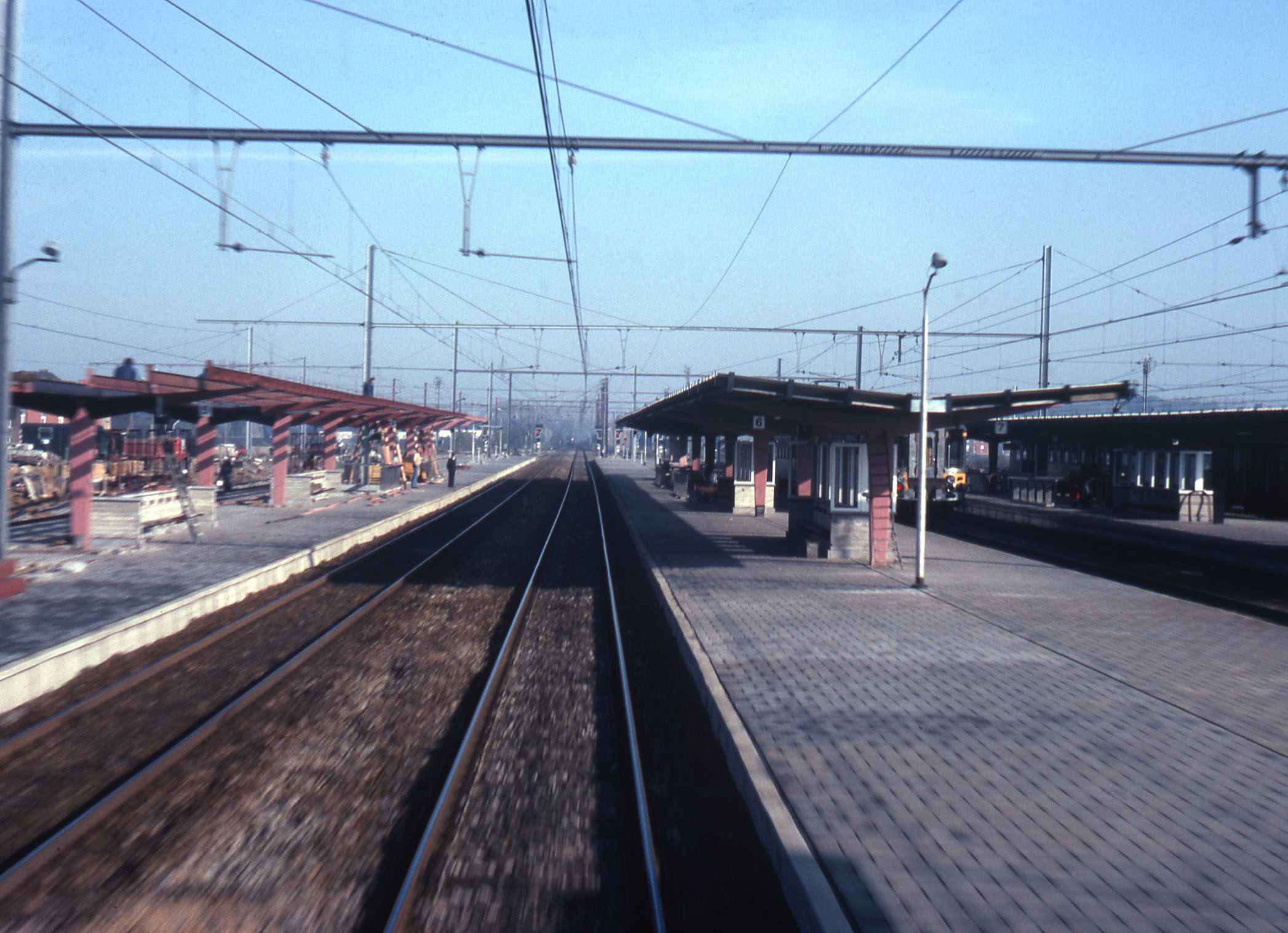
Vue depuis un train en 1979.
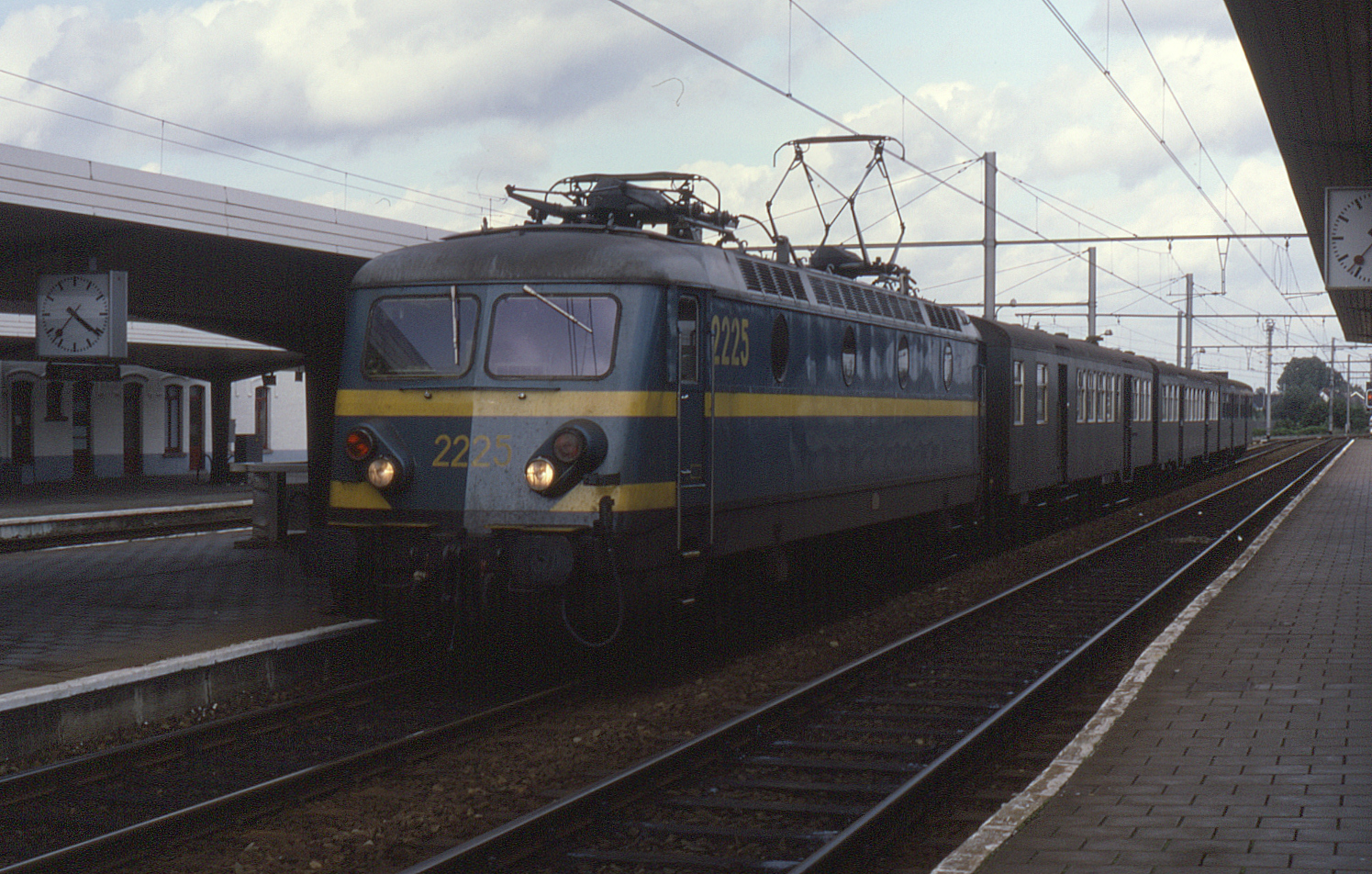
Train à quai en 1987.
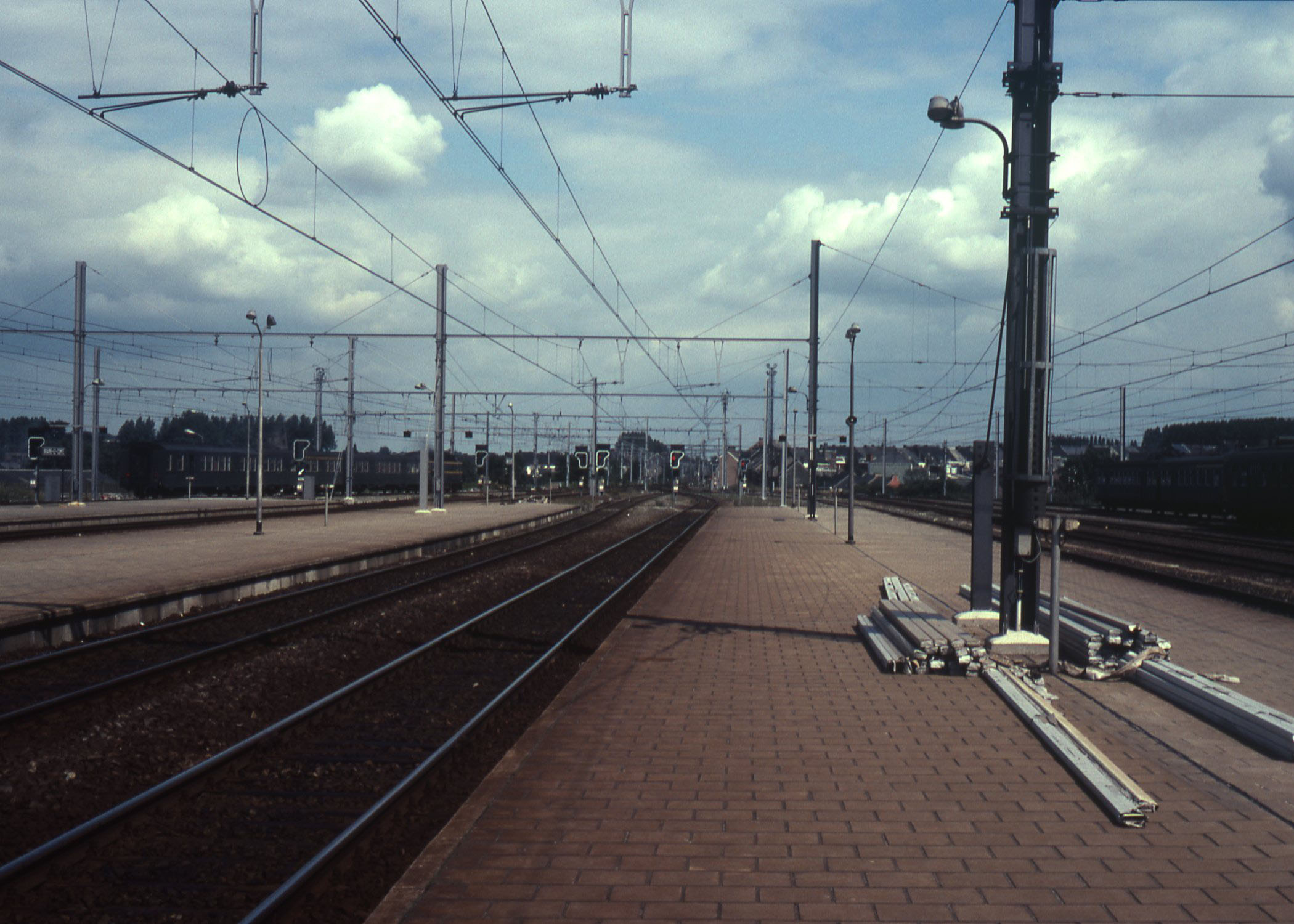
Quais de la gare en 1980.